# Облик воде
Облик воде (енгл. The Shape of Water) је амерички љубавно-фантастични филм из 2017. године, режисера и ко-продуцента Гиљерма дел Тора, који је и написао сценарио заједно са Ванесом Тејлор. Главне улоге у филму тумаче Сали Хокинс, Мајкл Шенон, Ричард Џенкинс, Даг Џоунс, Мајкл Сталбарг и Октејвија Спенсер. Смештен у Балтимор 1962. године, филм прати нему чистачицу у строго обезбеђеној владиној лабораторији која се заљубљује у ухваћено хуманоидно водоземско створење и одлучује да му помогне да побегне од смрти коју му планирана управник лабораторије. Филм је сниман на локацији у Онтарију, од августа до новембра 2016. године.
Филм је премијерно приказан 31. августа 2017. на Филмском фестивалу у Венецији, где је освојио награду Златни лав. Такође је приказан на Филмском фестивалу у Торонту наредног месеца. Испрва је 1. децембра 2017. објављен у два биоскопа у Њујорку, да би три недеље касније био пуштен у широку дистрибуцију широм Сједињених Држава и зарадио 196 милиона долара широм света.
Наишао је на позитивне реакције критичара, који су нарочито похвалили глуму, сценарио, режију, визуелне ефекте, сценографију и музику. Амерички филмски институт га је прогласио за један од десет најбољих филмова 2017. године. Филм је био номинован за тринаест Оскара, а победу је однео у четири категорије: за најбољи филм, најбољу режију, најбољу оригиналну музику и најбољу сценографију. Такође је освојио две награде Златни глобус, три награде БАФТА и четири Филмске награде по избору критичара.

## Радња
Елајза Еспозито, која је као дете пронађена напуштена поред реке са ожиљцима на врату, нема је и комуницира путем знаковног језика. Године 1962, током Хладног рата, Елајза ради као чистачица у тајној владиној лабораторији у Балтимору, у Мериленду, и живи врло рутинским животом у стану изнад биоскопа. Њени једини пријатељи су њен прикривено-хомосексуални комшија Џајлс, средовечни рекламни илустратор, као и њена сарадница Зелда Фулер.
Пуковник Ричард Стрикланд управо је ухватио мистериозно створење из реке у Јужној Америци и довео га у лабораторију у Балтимору на даље проучавање. Радознала, Елајза открива да је створење хуманоидни водоземац. Она почиње да га посећује у тајности и њих двоје стварају блиску везу.
Настојећи да искористи Водоземца за предност САД у свемирској трци, Стрикланд убеђује генерала Френка Хојта да га на крају сецира. Др Роберт Хофстетлер, научник који је потајно руски шпијун по имену Дмитриј Мосенков, безуспешно моли Стрикланда да га одржи у животу за даље проучавање, док му совјетски руководиоци истовремено налажу да убије то створење.
Када Елајза чује планове Американаца за Водоземца, покушава да убеди Џајлса да јој помогне да га ослободи. Он у почетку одбија, уплашен последицама и етиком. Након што није успео да добије посао, Џајлса одбија радник у ресторану, за кога открива да је расиста и хомофоб. Након тога, он мења мишљење и одлучује да помогне Елајзи.
Хофстетлер сазнаје за Елајзин план у току и одлучује да јој помогне. Иако у почетку невољна, Зелда такође помаже у избављању створења. Елајза планира да пусти Водоземца у оближњи канал када ће му јака киша омогућити приступ океану. У међувремену, она га држи у својој кади. Стрикланд испитује Елајзу и Зелду, између осталих, али ништа не сазнаје о несталом створењу.
Водоземац наилази на једну од Џајлсових мачака, која режи на њега. Џајлс открива Водоземца како прождире мачку. Када покуша да га заустави, изненађује створење, које потом огребе Џајлса по руци и изјури из стана. Стиже до биоскопа испод пре него што га Елајза пронађе и врати у свој стан. Створење додирује Џајлсову ћелаву главу и рањену руку. Следећег јутра, Џајлс открива да је коса поново почела да му расте, док су му ране на руци зарасле. Елајза наставља да развија своју романтичну везу са Водоземцем, која кулминира њиховим сексуалним односом.
Генерал Хојт неочекивано стиже у лабораторију и говори Стрикленду да има 36 сати да поврати Водоземца, или ће његова каријера и живот бити окончани. У међувремену, Хофстетлеру су његови руководиоци рекли да ће бити извучен из САД за два дана. Иако се планирани датум његовог пуштања приближава, здравље Водоземца почиње да се погоршава. Хофстетлер иде у сусрет својим руководиоцима, а Стрикланд га прати. Током сусрета, један од њих је упуцао Хофстетлера, а Стрикланд интервенише, пуцајући у оба агента. Схвативши да је Хофстетлер шпијун, Стрикланд га мучи на самрти да му открије где се Водоземац налази. Изненађен је када сазна да су Елајза и Зелда умешане.
Стрикланд безуспешно прети Зелди у њеном дому, све док њен муж Брустер не открије да Елајза скрива Водоземца. Она је одмах позива телефоном, упозоравајући је да пусти створење. Побеснели Стрикланд претражује Елајзин празан стан док не пронађе доказ у кади и белешку на календару која открива где она планира да ослободи Водоземца.
Код канала, Елајза и Џајлс се опраштају од створења када Стрикленд стигне, обори Џајлса и пуца у Водоземца и Елајзу. Водоземац лечи самог себе и убија Стрикланда пререзујући му врат. Док полиција долази на лице места са Зелдом, Водоземац узима Елајзу и скаче у канал, пливајући око њеног беживотног тела. Своје исцелитељске моћи примењује на ожиљке на Елисином врату, који се отварају и откривају шкрге попут његових.
Елиса се враћа у живот и они се грле и љубе. У завршној нарацији, Џајлс преноси своје уверење да је Елајза живела срећно до краја живота и остала заљубљена у Водоземца.

## Улоге
| Глумац            | Улога                                   |
| ----------------- | --------------------------------------- |
| Сали Хокинс       | Елајза Еспозито                         |
| Мајкл Шенон       | пуковник Ричард Стрикланд               |
| Ричард Џенкинс    | Џајлс                                   |
| Даг Џоунс         | Водоземац                               |
| Мајкл Сталбарг    | др Роберт Хофстетлер / Дмитриј Мосенков |
| Октејвија Спенсер | Зелда Делајла Фулер                     |
| Ник Сирси         | генерал Френк Хојт                      |
| Дејвид Хјулет     | Флеминг                                 |
| Најџел Бенет      | Михалков                                |